# Breton Bay
Breton Bay ist ein Ort in der Wheatbelt Region im australischen Bundesstaat Western Australia. 2006 hatte der Ort 127 Einwohner, 2016 wurden keine Einwohner mehr erfasst.

## Geografie
Breton Bay liegt an der Westküste Australiens im Gingin Shire. Der Ort hat etwa 13,2 Kilometer Küstenlinie am Indischen Ozean mit einem ca. 30 Meter breiten Sandstrand. Er grenzt im Norden an Ledge Point und Cowalla im Osten an Wanerie und im Süden an Gabbadah und Seabird. 
Ein Teil des Gnangara-Moore River State Forest erstreckt sind bis nach Breton Bay.